# Fernando Pires
Fernando Pires (São Vicente, 15 de fevereiro de 1954) é um estilista de calçados brasileiro.

## Carreira
É formado em Arquitetura e Urbanismo pela FAU - Santos e ficou conhecido por criar designs de sapatos femininos. Além de calçar várias celebridades, produz calçados para composição de figurino em desfiles, telenovelas e teatro. Atualmente, possui uma loja na badalada região dos Jardins em São Paulo.